# Japansk ärla
Japansk ärla (Motacilla grandis) är en östasiatisk fågel i familjen ärlor. Den är i stort sett endemisk för Japan. Den är lik sädesärlan, men större och mer bunden till vatten. IUCN kategoriserar den som livskraftig.

## Kännetecken

### Utseende

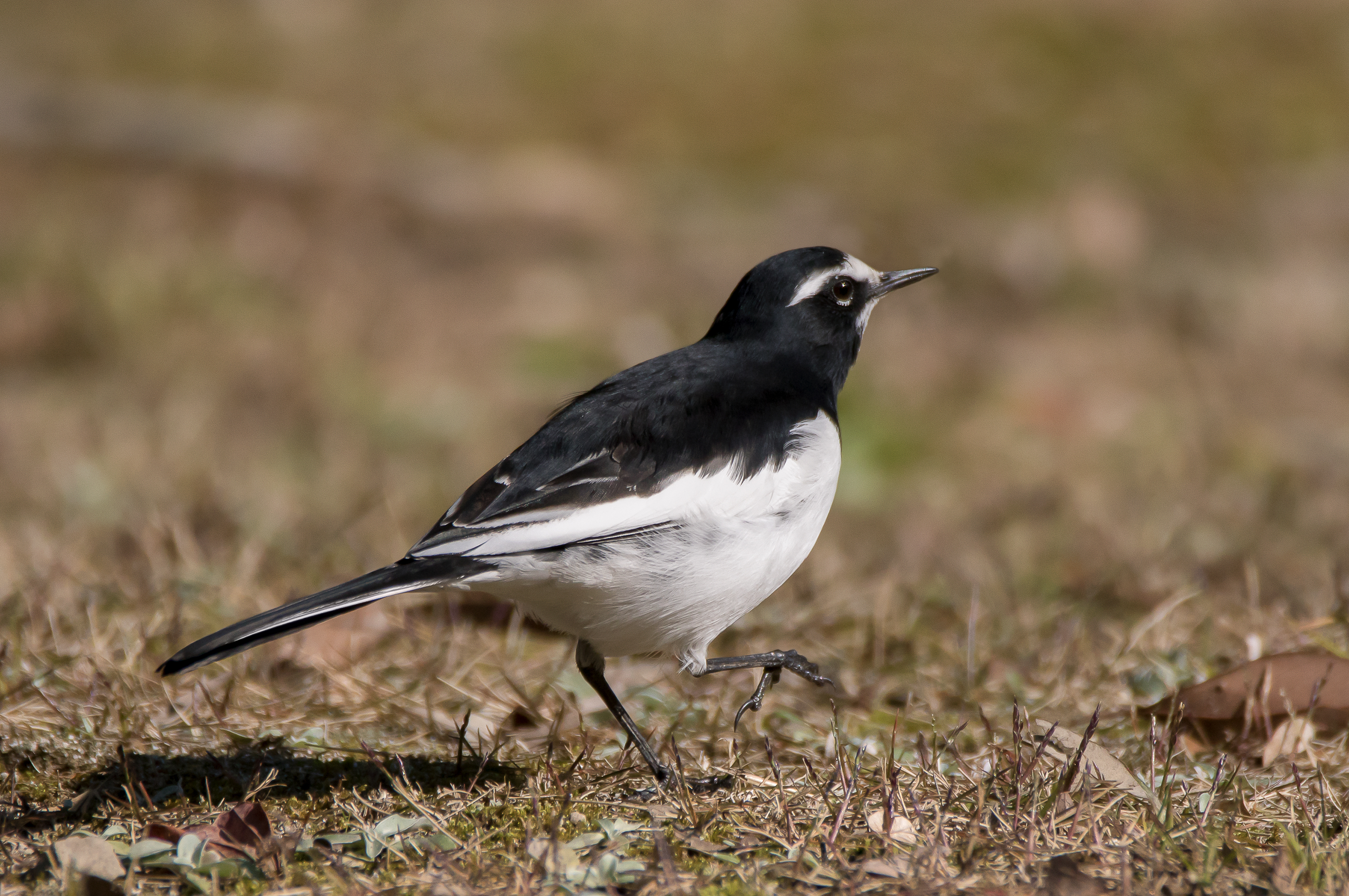

Japansk ärla är med en kroppslängd på 21–23  cm en stor, svartvit ärla. Huvudet är svart bortsett från vitt på panna, ögonbrynsstreck, haka och i en mycket tunn halvmåne under ögat. Den är skiffergrå på ovansidan, svart på strupe och bröst och vit  på resten av undersidan. Vingen är huvudsakligen vit med svarta vitkantade tertialer, medan stjärten är svart med vita kanter. Ungfågeln har grått huvud men en antydan till ett vitt ögonbrynsstreck.

### Läten
I flykten hörs ett elektriskt "di" eller "ji". Sången är lång och oregelbundet uppbyggd, men har en tydligt elektrisk karaktär. Hanar sjunger året runt utom i november och december.

## Utbredning och systematik
Japansk ärla häckar som namnet avslöjar på de japanska öarna, från Hokkaido till Kyushu, inklusive Sado och Okiöarna, men även i Sydkorea. Utanför häckningstid besöker den Izuöarna och Ryukyuöarna, tillfälligt även östra Kina och Taiwan. Den behandlas som monotypisk, det vill säga att den inte delas in i några underarter. Japansk ärla har tidigare behandlats som en underart till sädesärlan (Motacilla alba), men dessa häckar sympatriskt i Japan.

## Levnadssätt
Jämfört med sädesärlan är japansk ärla mycket mer bunden till rinnande vatten. Tidigare sågs den nära bebyggelse endast i bergsbyar, men har blivit allt vanligare i urbana områden. Liksom andra ärlor är den insektsätare. Fågeln häckar mellan mars och juli och lägger två till tre kullar.

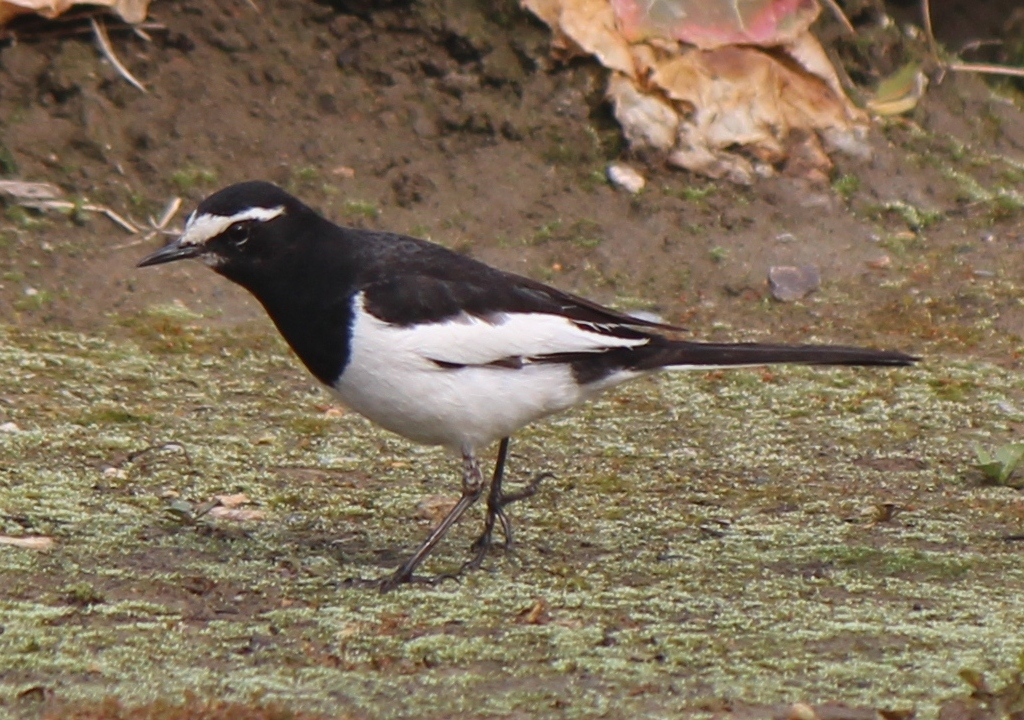

## Status och hot
Arten har ett stort utbredningsområde och en stor population med stabil utveckling och tros inte vara utsatt för något substantiellt hot. Utifrån dessa kriterier kategoriserar internationella naturvårdsunionen IUCN arten som livskraftig (LC).

## Namn
Fågelns vetenskapliga artnamn grandis är latin för "stor".